# Robert Burton (acadêmico)
Robert Burton (Lindley, 8 de fevereiro de 1577 – Oxford, 25 de janeiro de 1640) foi um acadêmico inglês e vigário da Universidade de Oxford, muito conhecido pela obra The Anatomy of Melancholy, produzida em 1621, pioneira no estudo das doenças mentais.

## Vida
Nascido em 1577 em uma família confortavelmente abastada da pequena nobreza, Burton frequentou duas escolas de gramática e matriculou-se no Brasenose College, Oxford em 1593, aos 15 anos. Desde 1603, Burton se entregou aos primeiros interesses literários em Oxford, incluindo alguns poemas latinos, uma peça agora perdida apresentada antes e criticada pelo próprio rei James I, e sua única peça sobrevivente: uma sátira acadêmica chamada Philosophaster. Este trabalho, embora menos bem visto do que a obra-prima de Burton, notavelmente "recebeu mais atenção do que a maioria dos outros exemplos sobreviventes de drama universitário". 
Algum tempo depois de obter seu mestrado em 1605, Burton estava tentando deixar a universidade. Como membro de Oxford, atuou em muitos cargos administrativos menores e como bibliotecário da Christ Church Library, de 1624 até sua morte. Com o tempo, ele passou a aceitar sua existência "sequestrada" nas bibliotecas de Oxford, falando muito bem de sua alma mater ao longo da Anatomia.
A obra mais famosa e maior conquista de Burton foi The Anatomy of Melancholy. Publicado pela primeira vez em 1621, foi reimpresso com acréscimos de Burton nada menos que cinco vezes. Uma obra digressiva e labiríntica, Burton escreveu tanto para aliviar sua própria melancolia quanto para ajudar os outros. A edição final chegou a mais de 500 000 palavras no total. O livro é permeado por citações e paráfrases de muitas autoridades, tanto clássicas quanto contemporâneas, somando o ponto culminante de uma vida inteira de erudição.
Burton morreu em 1640. Sua grande biblioteca pessoal foi dividida entre a Bodleian e a Christ Church. A Anatomia foi usada e plagiada por muitos autores durante sua vida e após sua morte, mas entrou em uma calmaria de popularidade ao longo do século XVIII. Foi apenas a revelação do plágio de Laurence Sterne que reavivou o interesse pela sua obra no século XIX, especialmente entre os românticos. A Anatomia recebeu mais atenção acadêmica nos séculos XX e XXI. Seja qual for sua popularidade, Burton sempre atraiu leitores ilustres, incluindo Samuel Johnson, Benjamin Franklin, John Keats, William Osler, e Samuel Beckett.

## Obra

#### Em português
- A anatomia da melancolia, v. 1. Curitiba: Editora UFPR, 2011. 265 p.  ISBN 9788573352757
- A anatomia da melancolia, v. 2. Curitiba: Editora UFPR, 2012. 535 p.  ISBN 9788573352856
- A anatomia da melancolia, v. 3. Curitiba: Editora UFPR, 2012. 449 p. ISBN 9788573352931
- A anatomia da melancolia, v. 4. Curitiba: Editora UFPR, 2013. 872 p. ISBN 9788565888295